# Lójvitsia
Lójvitsia (en ucraniano: Ло́хвиця, Lójvitsia; en ruso: Ло́хвица, Lokhvitsa) es una ciudad en el óblast de Poltava, en el centro de Ucrania. Es el centro administrativo del Raión de Lójvitsia (distrito) y está ubicado a orillas del río Lokhvytsia. Población: 11.119 (2021).

## Historia
El nombre del río Lokhvitskaya, así como el de la ciudad, proviene de la palabra eslava antigua lokhve, que significa "salmón".
En el momento de la Rus de Kiev, el territorio donde se encuentra la ciudad formaba parte del Principado de Pereyáslavi. Se desconoce la fecha exacta de la fundación. A partir de registros escritos, se puede determinar que Lojvitsia existió antes de 1320.
En 1644, se concedieron los derechos de Magdeburgo a la ciudad para que todos los problemas de la ciudad fueran resueltos por un ayuntamiento, elegido por los ciudadanos ricos. En 1648-1658, Lójvitsia fue una ciudad de Sotnia del Regimiento cosaco de Myrhorod, más tarde (1658-1781) del Regimiento cosaco de Lubny.
Durante la Segunda Guerra Mundial, Lójvitsia fue ocupada por el ejército alemán del 12 de septiembre de 1941 al 12 de septiembre de 1943. Esta fue la ciudad donde las pinzas del 1.º Ejército Panzer (Kleist) y el 2.º Ejército Panzer (Guderian) se unieron, rodeando a más de 600.000 soldados soviéticos al este de Kiev.
Los depósitos de petróleo y gas de Hlynsko-Rozbyshiv (distritos de Lokhvytsia y Hadyach) proporcionan grandes volúmenes de petróleo y gas natural en cantidad suficiente para todo el Óblast de Poltava y más allá. El petróleo de Poltava es de alta calidad: contiene hasta un 55 por ciento de petróleo ligero y es bastante bajo en azufre. El gas natural está compuesto por casi un 70% de fracciones de propano-butano, lo que lo convierte en una materia prima valiosa para la industria química, como la producción de fibras sintéticas y plásticos.

## Galería

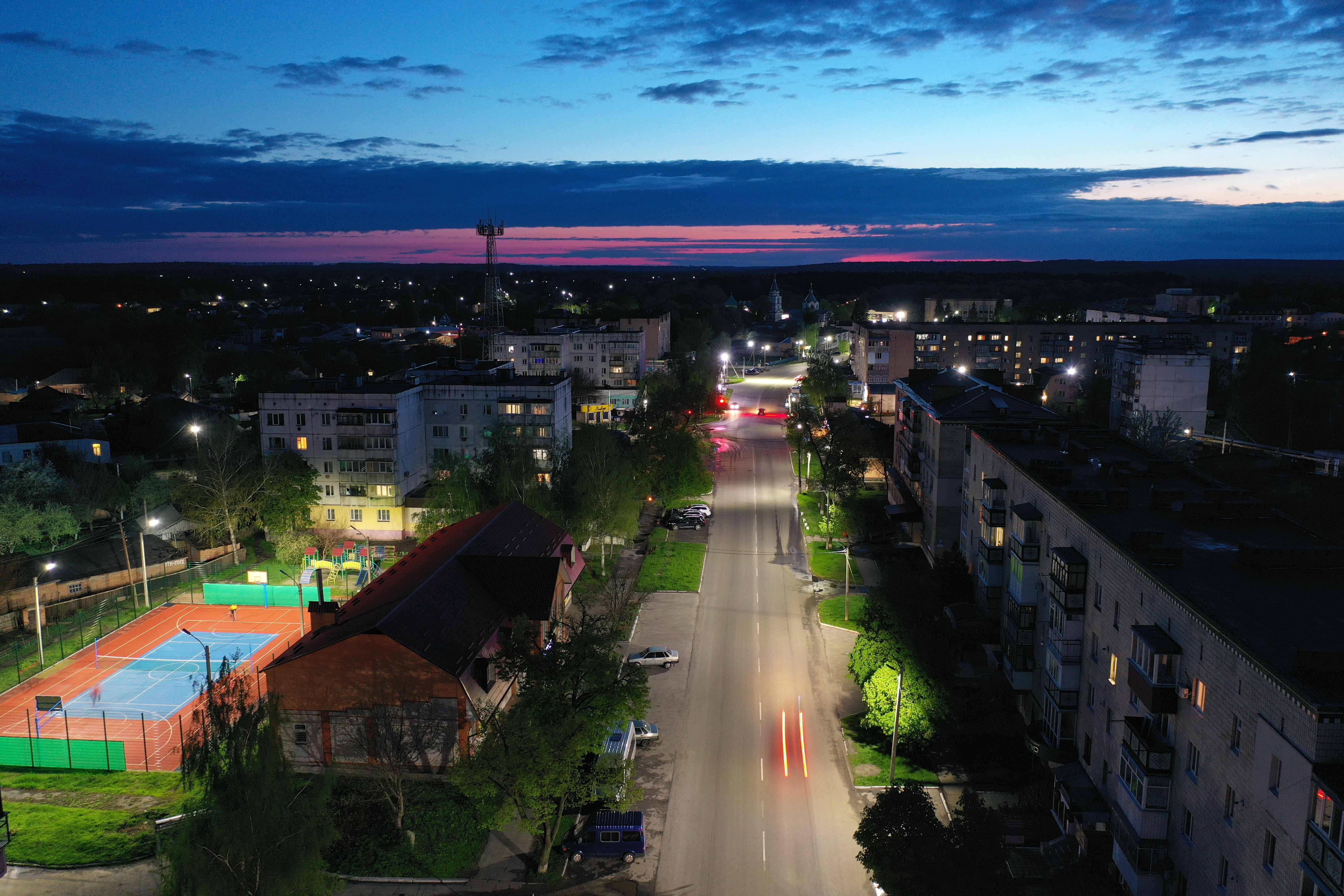
Lojvitsia en la noche (2021)
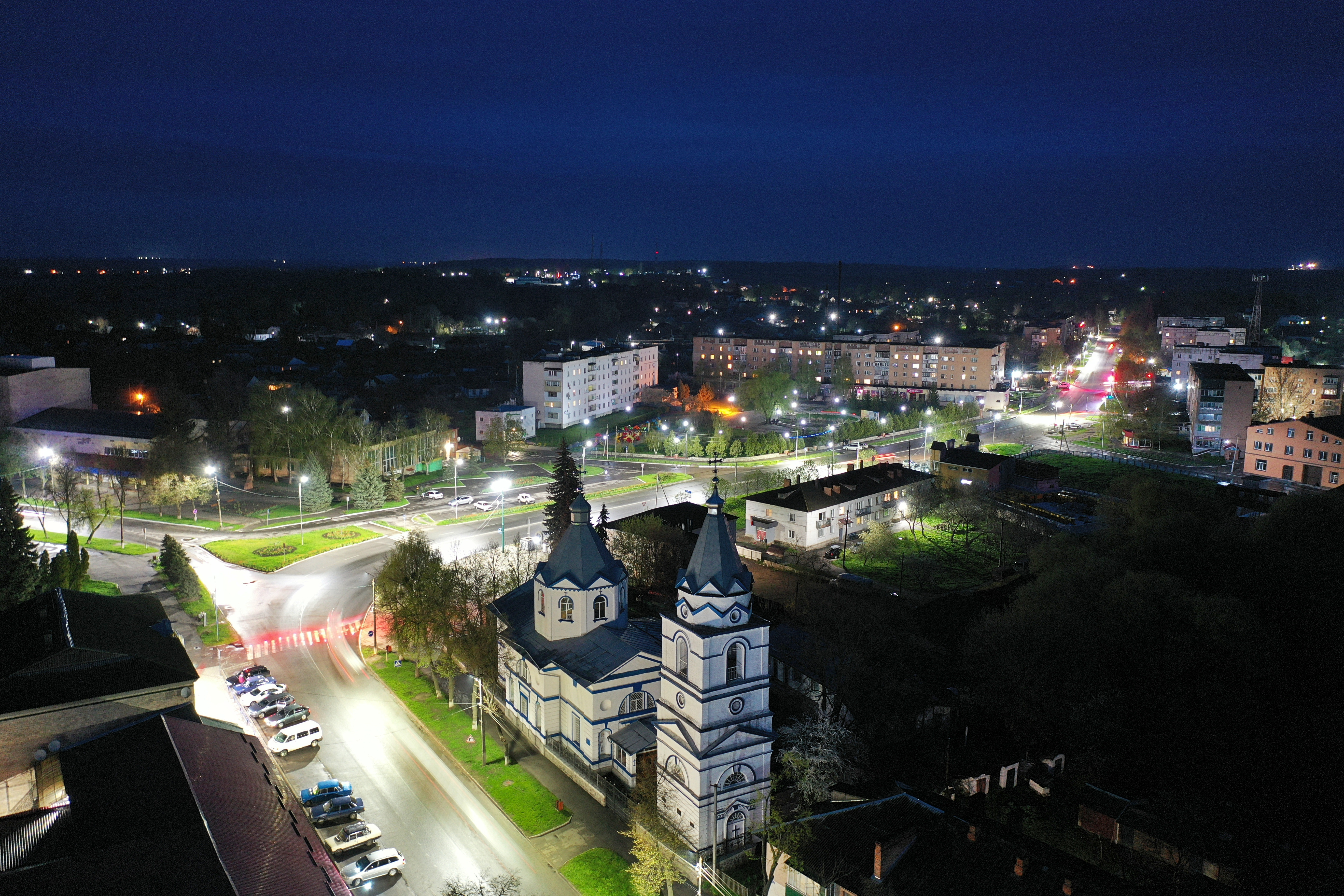
Lojvitsia, plaza central (2021)
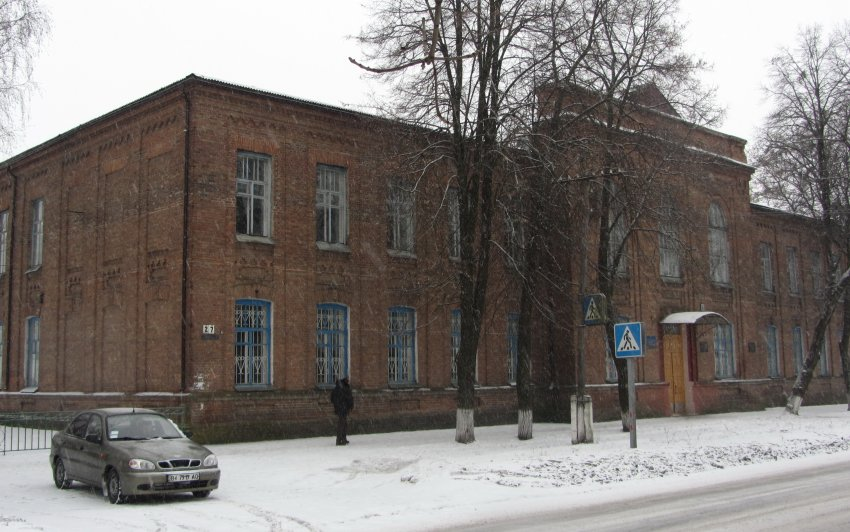
Escuela médica
Casa viejaCasa vieja
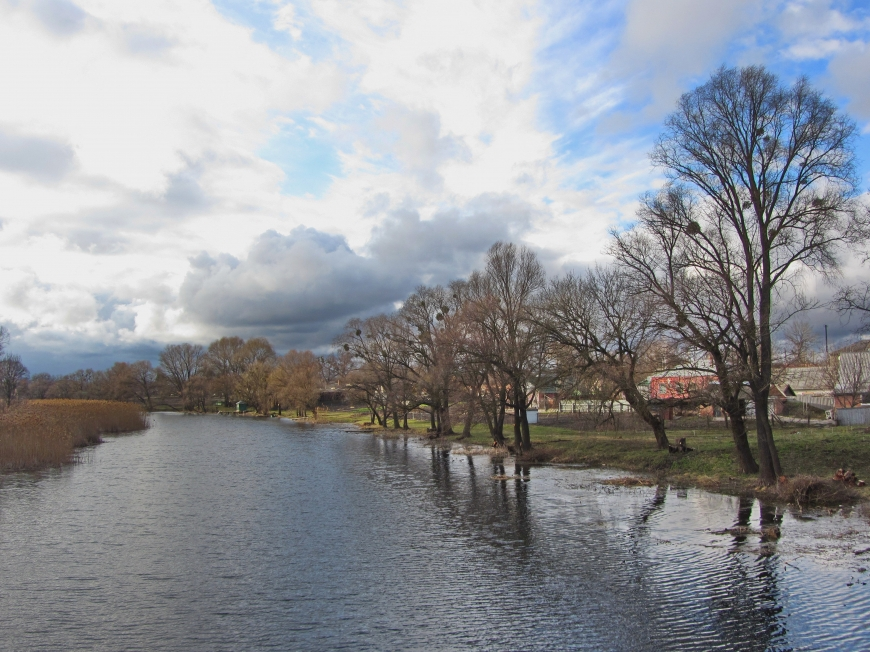
Río de Lojvitsia